# Clathroneuria navajo
Clathroneuria navajo är en insektsart som beskrevs av Banks 1938. Clathroneuria navajo ingår i släktet Clathroneuria och familjen myrlejonsländor. Inga underarter finns listade i Catalogue of Life.